# Yassmin Attia
Pour les articles homonymes, voir Attia.
Yassmin Hamdy Bayoumy Attia est une karatéka égyptienne née le 4 novembre 1993. Elle a remporté une médaille de bronze en kumite moins de 55 kg aux championnats du monde de karaté 2012 à Paris et aux Jeux mondiaux de 2013 à Cali. Elle a par ailleurs remporté les championnats d'Afrique de karaté 2014 à Dakar et les Jeux africains de 2015 à Brazzaville dans cette même catégorie.
Elle est médaillée de bronze des moins de 55 kg aux Championnats d'Afrique de karaté 2018 à Kigali et aux Championnats d'Afrique de karaté 2019 à Gaborone.
Elle remporte la médaille d'or des moins de 55 kg aux Jeux africains de 2019 à Rabat.